# Ошеломляюще большой телескоп
«Ошеломля́юще большо́й телеско́п» (англ. Overwhelmingly Large Telescope, сокр. OWL) — проект гигантского оптического телескопа с зеркалом диаметром 100 метров, разрабатывавшийся Европейской южной обсерваторией (ЕЮО). Был предложен в 1998 году и по оценкам того времени мог быть технически реализуемым к 2010—2015 году.

Сравнение основных зеркал некоторых телескопов: ELT — большая похожая на соты структура справа от центра (показана зелёным цветом); OWL — светло-серое кольцо, на фоне которого показаны другие телескопы.

Из-за чрезвычайно высокой технической сложности и стоимости постройки телескопа, настолько превосходящего все ранее существовавшие, ЕЮО предпочла сконцентрироваться на проекте значительно меньшего — но всё же крупнейшего из построенных или строящихся — Чрезвычайно большого телескопа (Extremely Large Telescope, ELT) с зеркалом диаметром около 39 м; его строительство началось в 2014 году.